# Bibban Arne
Birgit (Bibban) Minnie Arne, folkbokförd Bibban Minnie Husberg, född Berendahl 21 februari 1925 i Helsingborg, död 9 december 2021 i Vikens distrikt i Skåne län, var en svensk konstnär.
Hon var dotter till B-A Berendahl och Minnie Söderberg samt från 1950 gift med Gustaf Arne. Arne var som konstnär autodidakt och bedrev självstudier i Paris 1949 och fick en viss vägledning av sin make. Hennes konst består huvudsakligen av landskapsmålningar i olja. Hon signerade sina verk med smeknamnet Bibban.